# Бёрнли, Бенджамин Джексон
Бе́нджамин Дже́ксон Бе́рнли IV (Benjamin Jackson Burnley IV; 10 марта 1978 года, Атлантик-Сити, Нью-Джерси, США) — американский музыкант, вокалист и ритм-гитарист американской пост-гранж/альт. метал -группы Breaking Benjamin.

## Биография
Бенджамин Бернли родился 10 марта 1978 года в Атлантик-Сити (Нью-Джерси).
Учиться играть на гитаре его сподвиг альбом группы Nirvana «Nevermind». До формирования Breaking Benjamin музыкант зарабатывал деньги тем, что сольно пел в барах. Случай, когда он разбил микрофон об пол на сцене, сымитировав Курта Кобейна, и дал название будущей команде.
У Бенджамина Бернли есть старший брат Томас. Его семья владеет маленькой текстильной фирмой.

## Breaking Benjamin
С Джереми Хэммелом, будущим ударником Breaking Benjamin Бен был знаком ещё со времен старшей школы. Вместе с ним он является основателем группы.

## Личная жизнь

### Фобии
У Бернли большое количество различных фобий. Альбом «Phobia» тому доказательство. Он боится летать на самолетах. Это объясняет тот факт, почему группа выступает только в пределах США и Канады. Также лидер Breaking Benjamin боится заболеть, водить машину и так далее. Свои фобии он объясняет тем, что хочет «отдалить свою смерть настолько, насколько это возможно». Но всё же, когда появился новый состав группы, Бен впервые отправился с группой в тур по всему миру, но водным путем.

### Видеоигры
Бен — заядлый геймер. В одном из интервью он сказал, что у него есть запасная Xbox, если вдруг другая выйдет из строя. Бен — фанат серии видеоигр Hitman. Также он написал песню «Blow me away» для игры Halo 2, которая используется как официальный саундтрек и звучит в самой игре. Три любимые игры Бена: The Elder Scrolls IV: Oblivion, Call of Duty 4: Modern Warfare и Tom Clancy's Rainbow Six: Vegas. В интервью Бернли говорит о том, что ему нравится находиться в другом мире, в котором нет правил или границ, где ты можешь делать все, что тебе вздумается. На одном из форумов музыкант сказал, что его ник в игровом мире — «killemloud».